# 綠色陣線協會
綠色陣線協會（英語：Green Formosa Front），全稱中華民國綠色陣線協會，為中華民國一個環境保護團體，於1997年成立。

## 沿革
- 1997年：創立。
- 2003年：與各地環保團體舉辦《環境影響評估法》論壇，力促修訂《環境影響評估法》。[1]
- 2007年：舉辦「我們的農夫市集」。

## 外部連結
- 綠色陣線協會 （页面存档备份，存于）